# Zygethobius columbiensis
Zygethobius columbiensis är en mångfotingart som beskrevs av Chamberlin 1912. Zygethobius columbiensis ingår i släktet Zygethobius och familjen fåögonkrypare. Inga underarter finns listade i Catalogue of Life.